# José Conca

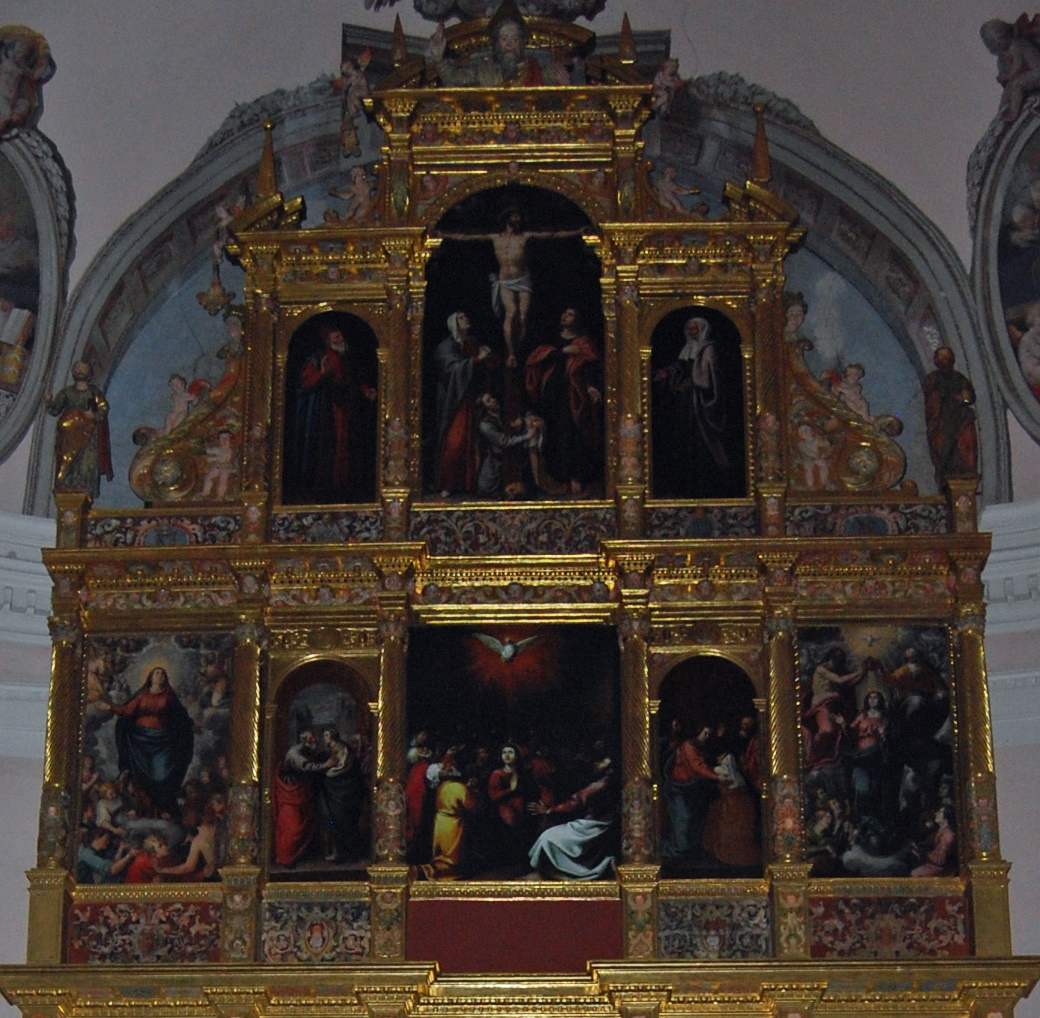
Cuerpo superior del retablo mayor de la iglesia parroquial de la Asunción de Villafamés, 1636-1642.

José Conca fue un pintor barroco español activo en Valencia en el segundo tercio del siglo XVII.

## Biografía y obra
Es poco lo que se conoce de su biografía, olvidado por todas las fuentes historiográficas antiguas. Su padre, Baltasar Conca, era arrendador de la baronía de Ayódar y disfrutaba de una relevante posición social, con capilla propia en la parroquia de San Martín de Valencia. Debió de formarse en el taller de los Ribalta pues en 1627 contrajo matrimonio con Margarida Março, hijastra de Juan Ribalta y hermana del también pintor Andrés Marzo, casado a su vez con una hermana de Conca. Margarita, hija de Mariana de la Serna, casada en segundas nupcias con Juan Ribalta, era sobrina de Vicente Roca de la Serna, obispo de Albarracín, y disponía de una sólida posición económica gracias a las rentas que le proporcionaba la herencia de su tío. La administración de la obra pía del obispo de Albarracín proporcionó a Conca algunos ingresos. También fue estrecha su relación con Urbano Fos, que en 1638 le confió la tasación de los cuadros que había pintado para la iglesia de Santa María de Castellón, nombramiento que fue rechazado por los jurados probablemente por lo lazos de amistad que unían a ambos pintores, encargándose finalmente de la tasación Pedro Orrente y Jerónimo Jacinto de Espinosa.
En 1645 se encontraba en Catí, aunque se desconoce con qué fin, y había fallecido en diciembre de 1648, cuando Margarita Marzo firmó su testamento haciendo constar la condición de viuda. Dejaba como heredero universal a su único hijo, Marcelino Conca, que también sería pintor.
Lo que se conoce de la producción documentada a su nombre se concentra en la iglesia parroquial de Villafamés, en la que trabajó entre 1636 y 1642 en las pinturas de la claves de la bóveda, el retablo mayor y en un lienzo con el tema de la Comunión de los apóstoles. Las pinturas de las claves de la bóveda no se conservan y el retablo mayor resultó gravemente dañado durante la guerra civil española y fue reconstruido después de 1940, lo que plantea algunas dudas en cuanto a lo que en él corresponde a Conca. Ferrán Olucha Montins y Víctor Marco reducen su autoría a los lienzos del cuerpo alto (excepto Pentecostés) y el ático, con el Abrazo en la puerta Dorada, Visitación de la Virgen a su prima santa Isabel, Asunción de la Virgen y Coronación de la Virgen en el cuerpo alto y el Calvario entre los profetas Ana y Simeón en el ático. Son pinturas de concepción monumental en la órbita ribaltesca, sin excluir alguna deuda con Orrente, con Jerónimo Jacinto de Espinosa en el manejo del color, e incluso con Vicente Castelló, su cuñado. La Comunión de los apóstoles, que en su origen no pertenecía a este retablo y, posiblemente, se guardaba en la sacristía, comparte modelos con las pinturas del retablo y es sin duda de la misma mano que ellas, como ha de serlo un lienzo de igual composición conservado en la parroquial de Alcalá de Chivert.